# Gens Mustia
La gens Mustia era una familia plebeya de la antigua Roma. Los miembros de esta gens se mencionan por primera vez en las últimas décadas de la República, y al menos algunos eran de rango équite. Sin embargo, pocos miembros de la familia se registran fuera de las inscripciones.

## Miembros
- Mustio, un équite y publicano. En otra ocasión, cuyas circunstancias se han olvidado, Cicerón habló en defensa de Mustio, pero su discurso se ha perdido.[2][3]
- Mustio, arquitecto y amigo de Plinio el Joven.[4][5]
- Tito Mustio Hostilio Fabricio Medulla Augurino, pretor durante el reinado de Trajano.[5]
- Quinto Mustio Prisco, cónsul suffecto en el año 145 d. C.[5]